# トルワ王朝
トルワ王朝（トルワおうちょう）は、南部アフリカのブトゥワ王国を統治した家系で、16世紀から17世紀にかけてのグレート・ジンバブエの衰退の中から興った。創始者は伝説的人物Dlembeuであると考えられている。
トルワ王朝は1450年から1683年までジンバブエ高原のカミを拠点に存在し、繁栄の源は牛と金だった。カミの新文化はグレート・ジンバブエで見られた石造建築技術と窯業スタイルを発展させた。石工たちはグレート・ジンバブエの精緻な石壁を作る伝統を洗練させていった。
カミ遺跡では儀式用の瓶、鉄・青銅の武器、銅製品、占いに使われた象牙の破片などが見つかっている。ヨーロッパや中国伝来の遺物は、かつてカミが貿易の中心地であったことを偲ばせる。
この王朝の時にヨーロッパ人との最初の接触があった。最初に訪れたヨーロッパ人はポルトガル人のAntónio Fernandes（アントニオ・フェルナンデス）で、1513年にジンバブエ高原に入った。
この地方は主として貿易を通じて長らくアラブの影響を受けていたが、このことはポルトガルの商業的利益および信仰と衝突することになった。
1670年代になるとジンバブエ高原にはチャンガミレと呼ばれるムタパ王国の軍事指導者による勢力が現れた。彼の軍隊はトルワ王朝を打倒し、1693年にはポルトガル人をジンバブエ高原から駆逐、ロズウィ王国を建国した。